# 21e étape du Tour d'Italie 2023
Pour un article plus général, voir Tour d'Italie 2023.
La 21e étape du Tour d'Italie 2023 se déroule le dimanche 28 mai 2023 de Rome à Rome sur une distance de 135 km.

## Parcours
La dernière étape est disputée à Rome. Le départ est donné dans le quartier de l'Esposizion Universale di Roma (EUR) sur la Via Cristoforo Colombo. Le parcours presque rectiligne conduit les coureurs jusqu'au bord de la Mer Tyrrhénienne près d'Ostie avant de faire demi-tour et de revenir par la même chaussée à Rome pour entrer sur le circuit final tracé dans la ville historique, long de 17,6 km et à parcourir cinq fois. Les sprinteurs sont les favoris de cette ultime étape.

## Déroulement de la course
Sprint massif à Rome remporté par le Britannique Mark Cavendish (Astana).

## Résultats

### Classement de l'étape
| \| Classement de l'étape \| Classement de l'étape \| Classement de l'étape \| Classement de l'étape \| Classement de l'étape \| \| Coureur \| Coureur \| Pays \| Équipe \| Temps \| \| --------------------- \| --------------------- \| --------------------- \| ---------------------------------- \| --------------------- \| \| 1er \| Mark Cavendish \| Royaume-Uni \| Astana Qazaqstan Team \| 2 h 48 min 26 s \| \| 2e \| Alex Kirsch \| Luxembourg \| Trek-Segafredo \| + 0 s \| \| 3e \| Filippo Fiorelli \| Italie \| Green Project-Bardiani CSF-Faizanè \| + 0 s \| \| 4e \| Alberto Dainese \| Italie \| Team DSM \| + 0 s \| \| 5e \| Alexander Krieger \| Allemagne \| Alpecin-Deceuninck \| + 0 s \| \| 6e \| Jake Stewart \| Royaume-Uni \| Groupama-FDJ \| + 0 s \| \| 7e \| Fernando Gaviria \| Colombie \| Movistar Team \| + 0 s \| \| 8e \| Michael Matthews \| Australie \| Team Jayco AlUla \| + 0 s \| \| 9e \| Arne Marit \| Belgique \| Intermarché-Circus-Wanty \| + 0 s \| \| 10e \| Campbell Stewart \| Nouvelle-Zélande \| Team Jayco AlUla \| + 0 s \| |                   |                  |                                    |                 |
| |                   |                  |                                    |                 |
| Source : ProCyclingStats |                   |                  |                                    |                 |
| Classement de l'étape |                   |                  |                                    |                 |
| Coureur | Coureur           | Pays             | Équipe                             | Temps           |
| 1er | Mark Cavendish    | Royaume-Uni      | Astana Qazaqstan Team              | 2 h 48 min 26 s |
| 2e | Alex Kirsch       | Luxembourg       | Trek-Segafredo                     | + 0 s           |
| 3e | Filippo Fiorelli  | Italie           | Green Project-Bardiani CSF-Faizanè | + 0 s           |
| 4e | Alberto Dainese   | Italie           | Team DSM                           | + 0 s           |
| 5e | Alexander Krieger | Allemagne        | Alpecin-Deceuninck                 | + 0 s           |
| 6e | Jake Stewart      | Royaume-Uni      | Groupama-FDJ                       | + 0 s           |
| 7e | Fernando Gaviria  | Colombie         | Movistar Team                      | + 0 s           |
| 8e | Michael Matthews  | Australie        | Team Jayco AlUla                   | + 0 s           |
| 9e | Arne Marit        | Belgique         | Intermarché-Circus-Wanty           | + 0 s           |
| 10e | Campbell Stewart  | Nouvelle-Zélande | Team Jayco AlUla                   | + 0 s           |

### Points attribués pour le classement par points
| Sprint intermédiaire Rome (km 71,6) | Sprint intermédiaire Rome (km 71,6) | Sprint intermédiaire Rome (km 71,6) | Sprint intermédiaire Rome (km 71,6) | Sprint intermédiaire Rome (km 71,6) |
| ----------------------------------- | ----------------------------------- | ----------------------------------- | ----------------------------------- | ----------------------------------- |
|                                     | Coureur                             | Pays                                | Équipe                              | Point(s)                            |
| 1er                                 | Toms Skujiņš                        | Lettonie                            | Trek-Segafredo                      | 12                                  |
| 2e                                  | Maxime Bouet                        | France                              | Arkéa-Samsic                        | 8                                   |
| 3e                                  | Cesare Benedetti                    | Monaco                              | Bora-Hansgrohe                      | 6                                   |
| 4e                                  | Alex Kirsch                         | Luxembourg                          | Trek-Segafredo                      | 5                                   |
| 5e                                  | Derek Gee                           | Canada                              | Israel-Premier Tech                 | 4                                   |
| 6e                                  | Otto Vergaerde                      | Belgique                            | Trek-Segafredo                      | 3                                   |
| 7e                                  | Stephen Williams                    | Grande-Bretagne                     | Israel-Premier Tech                 | 2                                   |
| 8e                                  | Carlos Verona                       | Espagne                             | Movistar                            | 1                                   |
| modifier                            |                                     |                                     |                                     |                                     |

| Arrivée d'étape Rome (km 126) | Arrivée d'étape Rome (km 126) | Arrivée d'étape Rome (km 126) | Arrivée d'étape Rome (km 126)      | Arrivée d'étape Rome (km 126) |
| ----------------------------- | ----------------------------- | ----------------------------- | ---------------------------------- | ----------------------------- |
|                               | Coureur                       | Pays                          | Équipe                             | Point(s)                      |
| 1er                           | Mark Cavendish                | Grande-Bretagne               | Astana Qazaqstan                   | 50                            |
| 2e                            | Alex Kirsch                   | Luxembourg                    | Trek-Segafredo                     | 35                            |
| 3e                            | Filippo Fiorelli              | Italie                        | Green Project-Bardiani CSF-Faizanè | 25                            |
| 4e                            | Alberto Dainese               | Italie                        | DSM                                | 18                            |
| 5e                            | Davide Ballerini              | Italie                        | Soudal Quick-Step                  | 14                            |
| 6e                            | Jake Stewart                  | Grande-Bretagne               | Groupama-FDJ                       | 12                            |
| 7e                            | Fernando Gaviria              | Colombie                      | Movistar                           | 10                            |
| 8e                            | Michael Matthews              | Australie                     | Jayco AlUla                        | 8                             |
| 9e                            | Arne Marit                    | Belgique                      | Intermarché-Circus-Wanty           | 7                             |
| 10e                           | Campbell Stewart              | Nouvelle-Zélande              | Jayco AlUla                        | 6                             |
| 11e                           | Simone Consonni               | Italie                        | Cofidis                            | 5                             |
| 12e                           | Stephen Williams              | Grande-Bretagne               | Israel-Premier Tech                | 4                             |
| 13e                           | Charlie Quarterman            | Grande-Bretagne               | Corratec                           | 3                             |
| 14e                           | Jonathan Milan                | Italie                        | Bahrain Victorious                 | 2                             |
| 15e                           | Eddie Dunbar                  | Irlande                       | Jayco AlUla                        | 1                             |
| modifier                      |                               |                               |                                    |                               |

### Points attribués pour le classement des sprints intermédiaires
| Sprint intermédiaire Rome (km 71,6) | Sprint intermédiaire Rome (km 71,6) | Sprint intermédiaire Rome (km 71,6) | Sprint intermédiaire Rome (km 71,6) | Sprint intermédiaire Rome (km 71,6) |
| ----------------------------------- | ----------------------------------- | ----------------------------------- | ----------------------------------- | ----------------------------------- |
|                                     | Coureur                             | Pays                                | Équipe                              | Point(s)                            |
| 1er                                 | Toms Skujiņš                        | Lettonie                            | Trek-Segafredo                      | 10                                  |
| 2e                                  | Maxime Bouet                        | France                              | Arkéa-Samsic                        | 6                                   |
| 3e                                  | Cesare Benedetti                    | Monaco                              | Bora-Hansgrohe                      | 3                                   |
| 4e                                  | Alex Kirsch                         | Luxembourg                          | Trek-Segafredo                      | 2                                   |
| 5e                                  | Derek Gee                           | Canada                              | Israel-Premier Tech                 | 1                                   |
| modifier                            |                                     |                                     |                                     |                                     |

| Sprint intermédiaire Rome (km 98,8) | Sprint intermédiaire Rome (km 98,8) | Sprint intermédiaire Rome (km 98,8) | Sprint intermédiaire Rome (km 98,8) | Sprint intermédiaire Rome (km 98,8) |
| ----------------------------------- | ----------------------------------- | ----------------------------------- | ----------------------------------- | ----------------------------------- |
|                                     | Coureur                             | Pays                                | Équipe                              | Point(s)                            |
| 1er                                 | Toms Skujiņš                        | Lettonie                            | Trek-Segafredo                      | 10                                  |
| 2e                                  | Maxime Bouet                        | France                              | Arkéa-Samsic                        | 6                                   |
| 3e                                  | Cesare Benedetti                    | Monaco                              | Bora-Hansgrohe                      | 3                                   |
| 4e                                  | Hugo Toumire                        | France                              | Cofidis                             | 2                                   |
| 5e                                  | Jonas Iversby Hvideberg             | Norvège                             | DSM                                 | 1                                   |
| modifier                            |                                     |                                     |                                     |                                     |

### Bonifications
|   | Coureur          | Pays     | Équipe         | Secondes |
| - | ---------------- | -------- | -------------- | -------- |
| 1 | Toms Skujiņš     | Lettonie | Trek-Segafredo | 3 s      |
| 2 | Maxime Bouet     | France   | Arkéa-Samsic   | 2 s      |
| 3 | Cesare Benedetti | Monaco   | Bora-Hansgrohe | 1 s      |

|   | Coureur          | Pays            | Équipe                             | Secondes |
| - | ---------------- | --------------- | ---------------------------------- | -------- |
| 1 | Mark Cavendish   | Grande-Bretagne | Astana Qazaqstan                   | 10 s     |
| 2 | Alex Kirsch      | Luxembourg      | Trek-Segafredo                     | 6 s      |
| 3 | Filippo Fiorelli | Italie          | Green Project-Bardiani CSF-Faizanè | 4 s      |

## Classements à l'issue de l'étape

### Classement général
| \| Classement général \| Classement général \| Classement général \| Classement général \| Classement général \| \| Coureur \| Coureur \| Pays \| Équipe \| Temps \| \| ------------------ \| ------------------ \| ------------------ \| ------------------ \| ------------------ \| \| 1er \| Primož Roglič \| Slovénie \| Jumbo-Visma \| 85 h 29 min 02 s \| \| 2e \| Geraint Thomas \| Royaume-Uni \| Ineos Grenadiers \| + 14 s \| \| 3e \| João Almeida \| Portugal \| UAE Team Emirates \| + 1 min 15 s \| \| 4e \| Damiano Caruso \| Italie \| Bahrain Victorious \| + 4 min 40 s \| \| 5e \| Thibaut Pinot \| France \| Groupama-FDJ \| + 5 min 43 s \| \| 6e \| Thymen Arensman \| Pays-Bas \| Ineos Grenadiers \| + 6 min 05 s \| \| 7e \| Eddie Dunbar \| Irlande \| Team Jayco AlUla \| + 7 min 30 s \| \| 8e \| Andreas Leknessund \| Norvège \| Team DSM \| + 7 min 31 s \| \| 9e \| Lennard Kämna \| Allemagne \| Bora-Hansgrohe \| + 7 min 46 s \| \| 10e \| Laurens De Plus \| Belgique \| Ineos Grenadiers \| + 9 min 08 s \| |                    |             |                    |                  |
| |                    |             |                    |                  |
| Source : ProCyclingStats |                    |             |                    |                  |
| Classement général |                    |             |                    |                  |
| Coureur | Coureur            | Pays        | Équipe             | Temps            |
| 1er | Primož Roglič      | Slovénie    | Jumbo-Visma        | 85 h 29 min 02 s |
| 2e | Geraint Thomas     | Royaume-Uni | Ineos Grenadiers   | + 14 s           |
| 3e | João Almeida       | Portugal    | UAE Team Emirates  | + 1 min 15 s     |
| 4e | Damiano Caruso     | Italie      | Bahrain Victorious | + 4 min 40 s     |
| 5e | Thibaut Pinot      | France      | Groupama-FDJ       | + 5 min 43 s     |
| 6e | Thymen Arensman    | Pays-Bas    | Ineos Grenadiers   | + 6 min 05 s     |
| 7e | Eddie Dunbar       | Irlande     | Team Jayco AlUla   | + 7 min 30 s     |
| 8e | Andreas Leknessund | Norvège     | Team DSM           | + 7 min 31 s     |
| 9e | Lennard Kämna      | Allemagne   | Bora-Hansgrohe     | + 7 min 46 s     |
| 10e | Laurens De Plus    | Belgique    | Ineos Grenadiers   | + 9 min 08 s     |

| Classement par points | Classement par points | Classement par points | Classement par points | Classement par points |
| Coureur               | Coureur               | Pays                  | Équipe                | Points                |
| --------------------- | --------------------- | --------------------- | --------------------- | --------------------- |
| 1er                   | Jonathan Milan        | Italie                | Bahrain Victorious    | 217 pts               |
| 2e                    | Derek Gee             | Canada                | Israel-Premier Tech   | 164 pts               |
| 3e                    | Michael Matthews      | Australie             | Team Jayco AlUla      | 101 pts               |
| 4e                    | Mark Cavendish        | Royaume-Uni           | Astana Qazaqstan Team | 101 pts               |
| 5e                    | Pascal Ackermann      | Allemagne             | UAE Team Emirates     | 95 pts                |
| 6e                    | Toms Skujiņš          | Lettonie              | Trek-Segafredo        | 91 pts                |
| 7e                    | Nico Denz             | Allemagne             | Bora-Hansgrohe        | 77 pts                |
| 8e                    | Magnus Cort Nielsen   | Danemark              | EF Education-EasyPost | 68 pts                |
| 9e                    | Alberto Dainese       | Italie                | Team DSM              | 63 pts                |
| 10e                   | Primož Roglič         | Slovénie              | Jumbo-Visma           | 56 pts                |

| Classement par points | Classement par points | Classement par points | Classement par points | Classement par points |
| Coureur               | Coureur               | Pays                  | Équipe                | Points                |
| --------------------- | --------------------- | --------------------- | --------------------- | --------------------- |
| 1er                   | Jonathan Milan        | Italie                | Bahrain Victorious    | 217 pts               |
| 2e                    | Derek Gee             | Canada                | Israel-Premier Tech   | 164 pts               |
| 3e                    | Michael Matthews      | Australie             | Team Jayco AlUla      | 101 pts               |
| 4e                    | Mark Cavendish        | Royaume-Uni           | Astana Qazaqstan Team | 101 pts               |
| 5e                    | Pascal Ackermann      | Allemagne             | UAE Team Emirates     | 95 pts                |
| 6e                    | Toms Skujiņš          | Lettonie              | Trek-Segafredo        | 91 pts                |
| 7e                    | Nico Denz             | Allemagne             | Bora-Hansgrohe        | 77 pts                |
| 8e                    | Magnus Cort Nielsen   | Danemark              | EF Education-EasyPost | 68 pts                |
| 9e                    | Alberto Dainese       | Italie                | Team DSM              | 63 pts                |
| 10e                   | Primož Roglič         | Slovénie              | Jumbo-Visma           | 56 pts                |

| Classement de la montagne | Classement de la montagne | Classement de la montagne | Classement de la montagne          | Classement de la montagne |
| Coureur                   | Coureur                   | Pays                      | Équipe                             | Points                    |
| ------------------------- | ------------------------- | ------------------------- | ---------------------------------- | ------------------------- |
| 1er                       | Thibaut Pinot             | France                    | Groupama-FDJ                       | 237 pts                   |
| 2e                        | Derek Gee                 | Canada                    | Israel-Premier Tech                | 200 pts                   |
| 3e                        | Ben Healy                 | Irlande                   | EF Education-EasyPost              | 164 pts                   |
| 4e                        | Davide Bais               | Italie                    | Eolo-Kometa                        | 144 pts                   |
| 5e                        | Einer Rubio               | Colombie                  | Movistar Team                      | 118 pts                   |
| 6e                        | Primož Roglič             | Slovénie                  | Jumbo-Visma                        | 86 pts                    |
| 7e                        | Santiago Buitrago         | Colombie                  | Bahrain Victorious                 | 82 pts                    |
| 8e                        | Davide Gabburo            | Italie                    | Green Project-Bardiani CSF-Faizanè | 69 pts                    |
| 9e                        | João Almeida              | Portugal                  | UAE Team Emirates                  | 67 pts                    |
| 10e                       | Aurélien Paret-Peintre    | France                    | AG2R Citroën Team                  | 56 pts                    |

| Classement de la montagne | Classement de la montagne | Classement de la montagne | Classement de la montagne          | Classement de la montagne |
| Coureur                   | Coureur                   | Pays                      | Équipe                             | Points                    |
| ------------------------- | ------------------------- | ------------------------- | ---------------------------------- | ------------------------- |
| 1er                       | Thibaut Pinot             | France                    | Groupama-FDJ                       | 237 pts                   |
| 2e                        | Derek Gee                 | Canada                    | Israel-Premier Tech                | 200 pts                   |
| 3e                        | Ben Healy                 | Irlande                   | EF Education-EasyPost              | 164 pts                   |
| 4e                        | Davide Bais               | Italie                    | Eolo-Kometa                        | 144 pts                   |
| 5e                        | Einer Rubio               | Colombie                  | Movistar Team                      | 118 pts                   |
| 6e                        | Primož Roglič             | Slovénie                  | Jumbo-Visma                        | 86 pts                    |
| 7e                        | Santiago Buitrago         | Colombie                  | Bahrain Victorious                 | 82 pts                    |
| 8e                        | Davide Gabburo            | Italie                    | Green Project-Bardiani CSF-Faizanè | 69 pts                    |
| 9e                        | João Almeida              | Portugal                  | UAE Team Emirates                  | 67 pts                    |
| 10e                       | Aurélien Paret-Peintre    | France                    | AG2R Citroën Team                  | 56 pts                    |

| Classement du meilleur jeune | Classement du meilleur jeune | Classement du meilleur jeune | Classement du meilleur jeune | Classement du meilleur jeune |
| Coureur                      | Coureur                      | Pays                         | Équipe                       | Temps                        |
| ---------------------------- | ---------------------------- | ---------------------------- | ---------------------------- | ---------------------------- |
| 1er                          | João Almeida                 | Portugal                     | UAE Team Emirates            | 85 h 30 min 17 s             |
| 2e                           | Thymen Arensman              | Pays-Bas                     | Ineos Grenadiers             | + 4 min 50 s                 |
| 3e                           | Andreas Leknessund           | Norvège                      | Team DSM                     | + 6 min 16 s                 |
| 4e                           | Einer Rubio                  | Colombie                     | Movistar Team                | + 9 min 28 s                 |
| 5e                           | Ilan Van Wilder              | Belgique                     | Soudal Quick-Step            | + 10 min 43 s                |
| 6e                           | Santiago Buitrago            | Colombie                     | Bahrain Victorious           | + 11 min 06 s                |
| 7e                           | Filippo Zana                 | Italie                       | Team Jayco AlUla             | + 32 min 07 s                |
| 8e                           | Laurens Huys                 | Belgique                     | Intermarché-Circus-Wanty     | + 51 min 03 s                |
| 9e                           | Brandon McNulty              | États-Unis                   | UAE Team Emirates            | + 1 h 06 min 28 s            |
| 10e                          | Marco Frigo                  | Italie                       | Israel-Premier Tech          | + 1 h 23 min 21 s            |

| Classement du meilleur jeune | Classement du meilleur jeune | Classement du meilleur jeune | Classement du meilleur jeune | Classement du meilleur jeune |
| Coureur                      | Coureur                      | Pays                         | Équipe                       | Temps                        |
| ---------------------------- | ---------------------------- | ---------------------------- | ---------------------------- | ---------------------------- |
| 1er                          | João Almeida                 | Portugal                     | UAE Team Emirates            | 85 h 30 min 17 s             |
| 2e                           | Thymen Arensman              | Pays-Bas                     | Ineos Grenadiers             | + 4 min 50 s                 |
| 3e                           | Andreas Leknessund           | Norvège                      | Team DSM                     | + 6 min 16 s                 |
| 4e                           | Einer Rubio                  | Colombie                     | Movistar Team                | + 9 min 28 s                 |
| 5e                           | Ilan Van Wilder              | Belgique                     | Soudal Quick-Step            | + 10 min 43 s                |
| 6e                           | Santiago Buitrago            | Colombie                     | Bahrain Victorious           | + 11 min 06 s                |
| 7e                           | Filippo Zana                 | Italie                       | Team Jayco AlUla             | + 32 min 07 s                |
| 8e                           | Laurens Huys                 | Belgique                     | Intermarché-Circus-Wanty     | + 51 min 03 s                |
| 9e                           | Brandon McNulty              | États-Unis                   | UAE Team Emirates            | + 1 h 06 min 28 s            |
| 10e                          | Marco Frigo                  | Italie                       | Israel-Premier Tech          | + 1 h 23 min 21 s            |

| Classement par équipes | Classement par équipes | Classement par équipes | Classement par équipes |
| Équipe                 | Équipe                 | Pays                   | Temps                  |
| ---------------------- | ---------------------- | ---------------------- | ---------------------- |
| 1re                    | Bahrain Victorious     | Bahreïn                | 256 h 21 min 18 s      |
| 2e                     | Ineos Grenadiers       | Royaume-Uni            | + 16 min 22 s          |
| 3e                     | Jumbo-Visma            | Pays-Bas               | + 30 min 40 s          |
| 4e                     | UAE Team Emirates      | Émirats arabes unis    | + 51 min 53 s          |
| 5e                     | AG2R Citroën Team      | France                 | + 1 h 21 min 30 s      |
| 6e                     | Bora-Hansgrohe         | Allemagne              | + 1 h 25 min 31 s      |
| 7e                     | Astana Qazaqstan Team  | Kazakhstan             | + 1 h 31 min 44 s      |
| 8e                     | Team Jayco AlUla       | Australie              | + 1 h 32 min 51 s      |
| 9e                     | Israel-Premier Tech    | Israël                 | + 1 h 51 min 54 s      |
| 10e                    | EF Education-EasyPost  | États-Unis             | + 2 h 18 min 52 s      |

| Classement par équipes | Classement par équipes | Classement par équipes | Classement par équipes |
| Équipe                 | Équipe                 | Pays                   | Temps                  |
| ---------------------- | ---------------------- | ---------------------- | ---------------------- |
| 1re                    | Bahrain Victorious     | Bahreïn                | 256 h 21 min 18 s      |
| 2e                     | Ineos Grenadiers       | Royaume-Uni            | + 16 min 22 s          |
| 3e                     | Jumbo-Visma            | Pays-Bas               | + 30 min 40 s          |
| 4e                     | UAE Team Emirates      | Émirats arabes unis    | + 51 min 53 s          |
| 5e                     | AG2R Citroën Team      | France                 | + 1 h 21 min 30 s      |
| 6e                     | Bora-Hansgrohe         | Allemagne              | + 1 h 25 min 31 s      |
| 7e                     | Astana Qazaqstan Team  | Kazakhstan             | + 1 h 31 min 44 s      |
| 8e                     | Team Jayco AlUla       | Australie              | + 1 h 32 min 51 s      |
| 9e                     | Israel-Premier Tech    | Israël                 | + 1 h 51 min 54 s      |
| 10e                    | EF Education-EasyPost  | États-Unis             | + 2 h 18 min 52 s      |

## Abandons
Aucun